# Stolzia cupuligera
Stolzia cupuligera är en orkidéart som först beskrevs av Friedrich Fritz Wilhelm Ludwig Kraenzlin, och fick sitt nu gällande namn av Victor Samuel Summerhayes. Stolzia cupuligera ingår i släktet Stolzia och familjen orkidéer. Inga underarter finns listade i Catalogue of Life.